# HD 130157
HD 130157，又名BD-20 4093，SAO 182873、HR 5513，是一颗恒星，视星等为6.06，位于銀經335.89，銀緯34.03，其B1900.0坐标为赤經14h 41m 32.4s，赤緯-20° 34.03′ 19″。